# Уитакер, Мэттью
Мэттью Джордж Уитакер (англ. Matthew George Whitaker; род. 29 октября 1969, Де-Мойн) — американский юрист и политик-республиканец, постоянный представитель США при НАТО с 2025 года во второй администрации президента Дональда Трампа. Временно исполнявший обязанности генерального прокурора США с 7 ноября 2018 года по 14 февраля 2019 года.

## Биография
Получил степени бакалавра искусств, магистра делового администрирования и доктора права в Айовском университете, затем занимался адвокатской практикой в местных юридических фирмах до 2004 года, когда занял должность окружного прокурора. В 2014 году безуспешно пытался добиться избрания от республиканцев в Сенат США. Руководил аппаратом генерального прокурора Джеффа Сешнса.
7 ноября 2018 года президент Трамп назначил Уитакера временно исполняющим обязанности генерального прокурора после отставки Джеффа Сешнса, что вызвало обвинения в незаконности такого шага и судебные иски, поскольку ряд видных правоведов утверждают, что до утверждения Сенатом номинированного Трампом на эту должность Уильяма Барра её должен занимать Сешнс.
Лидер демократов в Сенате Чак Шумер немедленно потребовал, чтобы Уитакер самоустранился от принятия решений в связи с расследованием спецпрокурора Роберта Мюллера о связях президентской предвыборной кампании Трампа с Россией, поскольку ранее Уитакер высказывался о нём критически.
20 ноября 2024 года избранный президент Дональд Трамп объявил Уитакера кандидатом на должность постоянного представителя Соединённых Штатов при НАТО. 12 февраля 2025 года его кандидатура была направлена в Сенат. Его кандидатура была одобрена Комитетом Сената по международным отношениям и направлена на рассмотрение 12 марта. 1 апреля Уитакер был утверждён Сенатом 52 голосами против 45, получив поддержку всех республиканцев и одного демократа, сенатора Джинн Шейхин из Нью-Гэмпшира.